# Besnik
Besnik este un sat din comuna Rožaje, Muntenegru. Conform datelor de la recensământul din 2003, localitatea are 388 de locuitori (la recensământul din 1991 erau 408 locuitori).

## Demografie
În satul Besnik locuiesc 257 de persoane adulte, iar vârsta medie a populației este de 29,8 de ani (29,5 la bărbați și 30,0 la femei). În localitate sunt 74 de gospodării, iar numărul mediu de membri în gospodărie este de 5,24.
|  |

| Demografie | Demografie | Demografie |
| An         | Locuitori  | Locuitori  |
| ---------- | ---------- | ---------- |
|            |            |            |
|            |            |            |
|            |            |            |
|            |            |            |
| 1948       | 244        |            |
| 1953       | 301        |            |
| 1961       | 312        |            |
| 1971       | 271        |            |
| 1981       | 338        |            |
| 1991       | 408        | 404        |
| 2003       | 444        | 388        |

| \| Componența etnică conform recensământului din 2003[2] \| Componența etnică conform recensământului din 2003[2] \| Componența etnică conform recensământului din 2003[2] \| Componența etnică conform recensământului din 2003[2] \| Componența etnică conform recensământului din 2003[2] \| \| ----------------------------------------------------- \| ----------------------------------------------------- \| ----------------------------------------------------- \| ----------------------------------------------------- \| ----------------------------------------------------- \| \| \| \| \| \| \| \| Bosniaci \| Bosniaci \| \| 385 \| 99,22% \| \| Musulmani \| Musulmani \| \| 1 \| 0,25% \| \| necunoscută \| necunoscută \| \| 2 \| 0,51% \| |             |  |     |        |
| Componența etnică conform recensământului din 2003 |             |  |     |        |
| |             |  |     |        |
| Bosniaci | Bosniaci    |  | 385 | 99,22% |
| Musulmani | Musulmani   |  | 1   | 0,25%  |
| necunoscută | necunoscută |  | 2   | 0,51%  |